# Plosnatokljuna njorka
Plosnatokljuna njorka (Alca torda) je velika vrsta njorke i jedini pripadnik roda Alca.

## Opis
Odrasle ptice su crne odozgo i s bijelim prsima i stomakom. Debeli crni kljun ima tup kraj. Rep je šiljast i duži od onog tankokljune njorke. Zimi grlo i gornji dijelovi prsa postanu bijeli. Hranu traže pod vodom. Može ostati pod vodom jednu minutu prije nego što izroni. Uglavnom jedu ribe poput srdela i drugih malenih riba, ali također jedu i neke malene račiće i morske crve. Obično se gnijezde u velikim kolonijama i nesu jaja na golom kamenju. Roditelji se izmjenjuju tijekom inkubacije: dok se mužjak hrani na moru, ženka čuva jaja, a zatim mužjak zamijeni ženku. Kada trebaju hraniti mladunce ulove nekoliko riba i sve ih u kljunu odnesu do ptića. Prije nego što se mladi izlegu, roditelji se mogu udaljiti od gnijezda i više od 100 km da bi našli hranu, ali kada ptići dođu na svijet, ne udaljavaju se više od nekoliko desetaka kilometara, i tada često traže hranu u plitkoj vodi. 
Iako je prosječan životni vijek njorki oko 13 godina, jedna jedinka prstenovana u Ujedinjenom Kraljevstvu 1967. živjela je 41 godinu, što je rekord za ovu vrstu.
Neke poznate kolonije njorki su:
- Helgoland, Njemačka (54°10' N) - u Europi, najjužnija kolonija, samo nekoliko parova
- Otok Staple, Ujedinjeno kraljevstvo (55°38' N) - sezona parenja od svibnja do sredine srpnja.
- Runde, Norveška (62°24' N) - 3.000 parova
- Látrabjarg, Island (65°30' N) - 230.000 parova, oko 40% ukupne populacije (procjenjeno sredinom 1990. godina). Sezona parenja od lipnja do srpnja.
- Grímsey, Island (66°33' N)

## Rasprostranjenost
Razmnožavaju se na otocima, kamenitim obalama i liticama u Sjevernom Atlantiku. U Sjevernoj Americi žive južno sve do Mainea, a u Zapadnoj Europi od sjeverozapada Rusije, do sjevera Francuske. Sjevernoameričke ptice se sele na jug. Euroazijeske ptice isto tako zimuju na moru, a neke dospiju i do Sredozemlja.

## Evolucija i pretpovijesne vrste
Iako je danas njorka jedini živi pripadnik roda Alca, tijekom pliocena je u ovom rodu bilo mnogo više vrsta:
- Alca "antiqua" (kasni miocen, rani pliocen, SAD)
- Alca stewarti (rani miocen, Belgija)
- Alca ausonia (rani pliocen, SAD. Srednji pliocen, Italija)

Koliko je poznato, rod Alca je vjerojatno evoluirao na zapadu Sjevernog Atlantika, odnosno na današnjim Karibima, poput većine drugih njorki. Preci ovog roda su tu vjerojatno došli tijekom miocena.

## Drugi projekti
|  | Zajednički poslužitelj ima još gradiva o temi mala njorka |
|  | Wikivrste imaju podatke o taksonu maloj njorci            |